# Рохци
Рохци (серб. Рохци / Rohci) — село в общине Вишеград Республики Сербской Боснии и Герцеговины. Население составляет 13 человек по переписи 2013 года.